# 武者満歌
武者 満歌（むしゃ まんか、1848年2月18日〈嘉永元年1月4日〉 - 1941年〈昭和16年〉）は、日本の土木技師、実業家。鹿島組顧問。お雇い外国人のジョン・ダイアックの助手をつとめ、汐留駅構内に記念碑がある日本の鉄道の「0哩零鎖」の第一杭を打った。族籍は京都府士族。朝鮮電気協会副会長・京城電気（現・韓国電力公社）社長の武者錬三は長男。

## 経歴

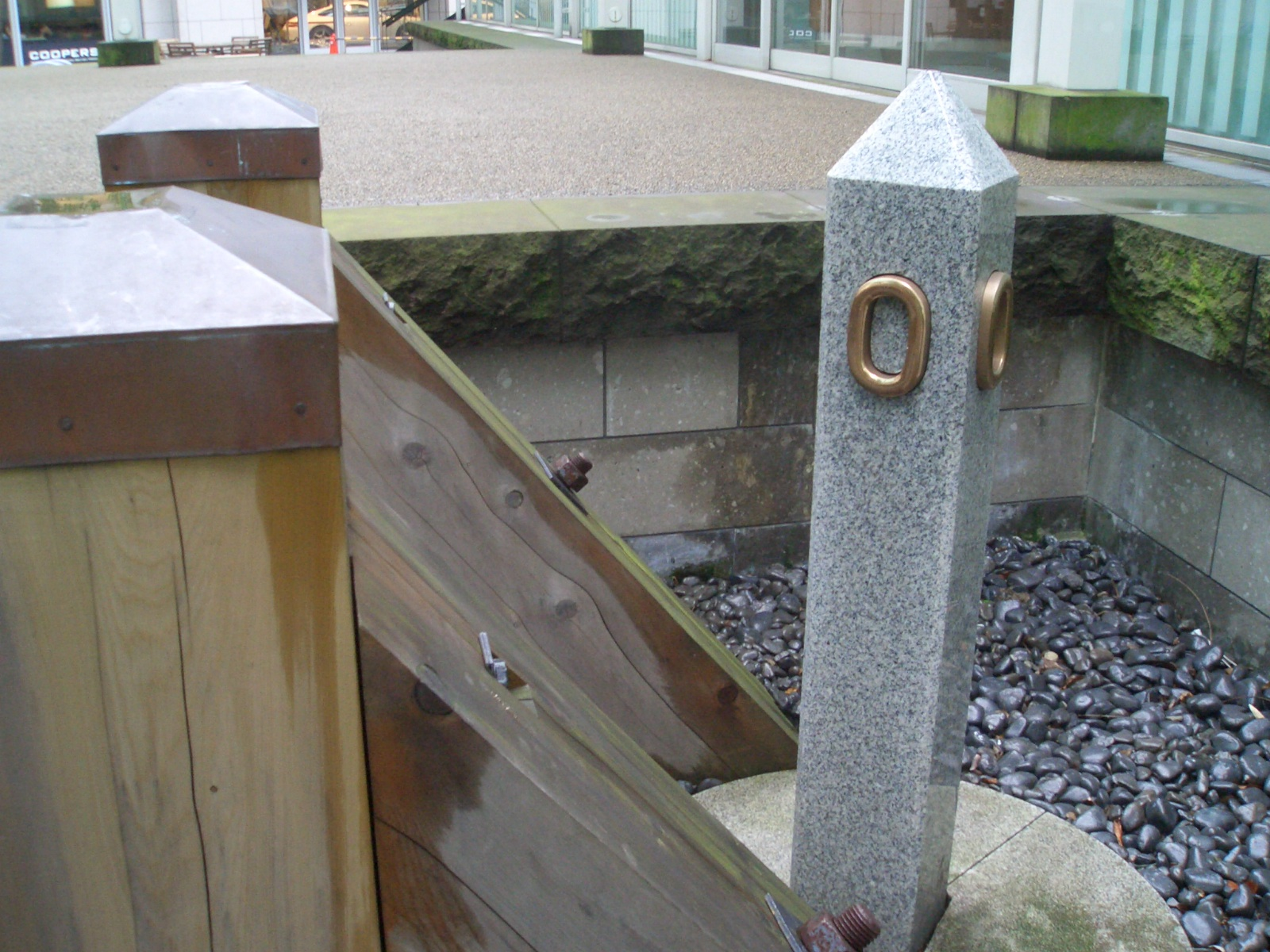
新橋駅0哩標識（鉄道記念物）

1848年（嘉永元年1月4日）、江戸本所石原町の旗本の家に生まれる。幼名・友太郎。1864年（元治元年6月）、徳川幕府軍艦奉行支配下の海軍に奉職し、のち明治政府の海軍操練所で数学、測量を学ぶ。
1870年（明治3年3月）、民部・大蔵省「鉄道掛」の開設と同時に見習として就職。翌月、算術・代数、三角術などの試験を受けて鉄道技術者に合格、「准十六等出仕鉄道掛申付候事 四月 民部省」の辞令を受ける。ときに23歳。
同時期、測量の開始された日本最初の鉄道、新橋 - 横浜間のうち新橋 - 六郷川間の測量を担当。お雇い外国人であるジョン・ダイアックの測量技手として、准十三等出仕松永芳正らとともに、創業期における青年鉄道技術者としてのスタートをきった。
ついで、大阪 - 神戸間の測量を経て、のち1872年（明治5年）鉄道家権中属を経て1877年（同10年）には七等技手に進み、1878年（同11年）5月、鉄道工技生養成所第一期生として卒業。同年8月、大津線（京都 - 大津間）の工事が開始されるや少書記官飯田俊徳監督の下に京都・深草間の工事を担当、1880年（同13年）全区間開通。こえて1888年（同21年）1月湖東線（大津 - 長浜間)の工事開始と同時に大技長飯田俊徳の監督下にその工事を担当し、1889年（同22年）7月開通。なおこの区間の開通により、武者は新橋 - 神戸間の全通をみるにいたった。
1892年（明治25年）退職後、1896年（同29年）7月七尾鉄道建設課長、鹿島組顧問などを歴任し、1921年（大正10年）10月の鉄道50年式典には功労者として表彰される。1941年（昭和16年）、京都市上京区東丸太町の自宅において93歳の高齢で逝去。

## 人物
1941年（昭和16年）まで93歳の長寿を保ち、鉄道創業期において体験した貴重な回顧談を数多く残した。例えば、1870年（明治3年）ごろの鉄道職員の給料が、禄高何石を基準として金で支払われていたため、米価の値上がり値下がりにつれて給料が変動した話をはじめとして、とくに自己の担当した新橋 - 横浜間の測量など、後年記録された日本創業時代における鉄道建設工事の実態については、生前の武者の回顧談に負うところがほとんどであるといわれている。昭和年代に入ってからは、日本鉄道工事史上、生ける歴史の人として、ことに有名であった。

## エピソード
測量の際、汐留から品川までは軍の用地があり、当時、軍は軍艦や軍備拡張が先決との考えで、鉄道の建設には反対であった。そのため測量を許可しなかったので、大隈重信の決断で海中を通すことになった。その時の苦労話として、「八ツ山の辺は陸軍の旗が立っていて一歩も入れず、干潮を見計り、測量器械を担いで、海の中へ入って仕事をした」と武者は回顧している。また、この海中の測量に当たっては、「外国人技師は長靴を履いて平気で海中に入って行ったが、日本人は雪駄やわらじなので、長靴の外人がうらやましくてならなかった」とも語っている。